# Marianne Klicka
Marianne Klicka (* 2. Dezember 1949 in Wien) ist eine österreichische Politikerin (SPÖ). Sie war von 1994 bis 2015 Abgeordnete zum Wiener Landtag und Mitglied des Wiener Gemeinderats. Von 2009 bis 2010 war sie Zweite Landtagspräsidentin, von 2010 bis 2015 Dritte Landtagspräsidentin.

## Schulische und berufliche Laufbahn
Marianne Klicka wurde als Tochter eines ÖBB-Tischlers und einer Hausfrau geboren. Sie besuchte nach der Volksschule und dem Realgymnasium die Pädagogische Akademie und war im Anschluss Volksschullehrerin in Favoriten. Seit 1987 ist sie Volksschuldirektorin. Klicka war am Aufbau der Schulversuche Vorschulerziehung, Englisch in der Grundschule sowie koedukative Werkerziehung beteiligt.

## Politische Laufbahn
Marianne Klicka war bis 1991 Bezirksrätin und ist Vorsitzende-Stellvertreterin im Bezirksbildungsausschuss sowie Mitglied des Bezirksfrauenkomitees der SPÖ-Frauen in Favoriten. Ab 1994 vertrat sie die SPÖ im Wiener Landtag und Gemeinderat. Schwerpunkte ihrer Arbeit waren nach eigenen Angaben Bewusstseinsbildung und Ausbau der Einrichtungen zur Gesundheitsvorsorge und zur Gesundheitsförderung, Frauengesundheitsprogramme, die Absicherung ältere Menschen sowie der Ausbau von Kulturprogrammen.
Sie ist verheiratet und hat einen Sohn.

## Auszeichnungen
- 1998: Großes Goldenes Ehrenzeichen für Verdienste um die Republik Österreich